# Oligodon perkinsi
Oligodon perkinsi este o specie de șerpi din genul Oligodon, familia Colubridae, descrisă de William Randolph Taylor în anul 1925. A fost clasificată de IUCN ca specie cu risc scăzut. Conform Catalogue of Life specia Oligodon perkinsi nu are subspecii cunoscute.